# Aaron Ciechanover

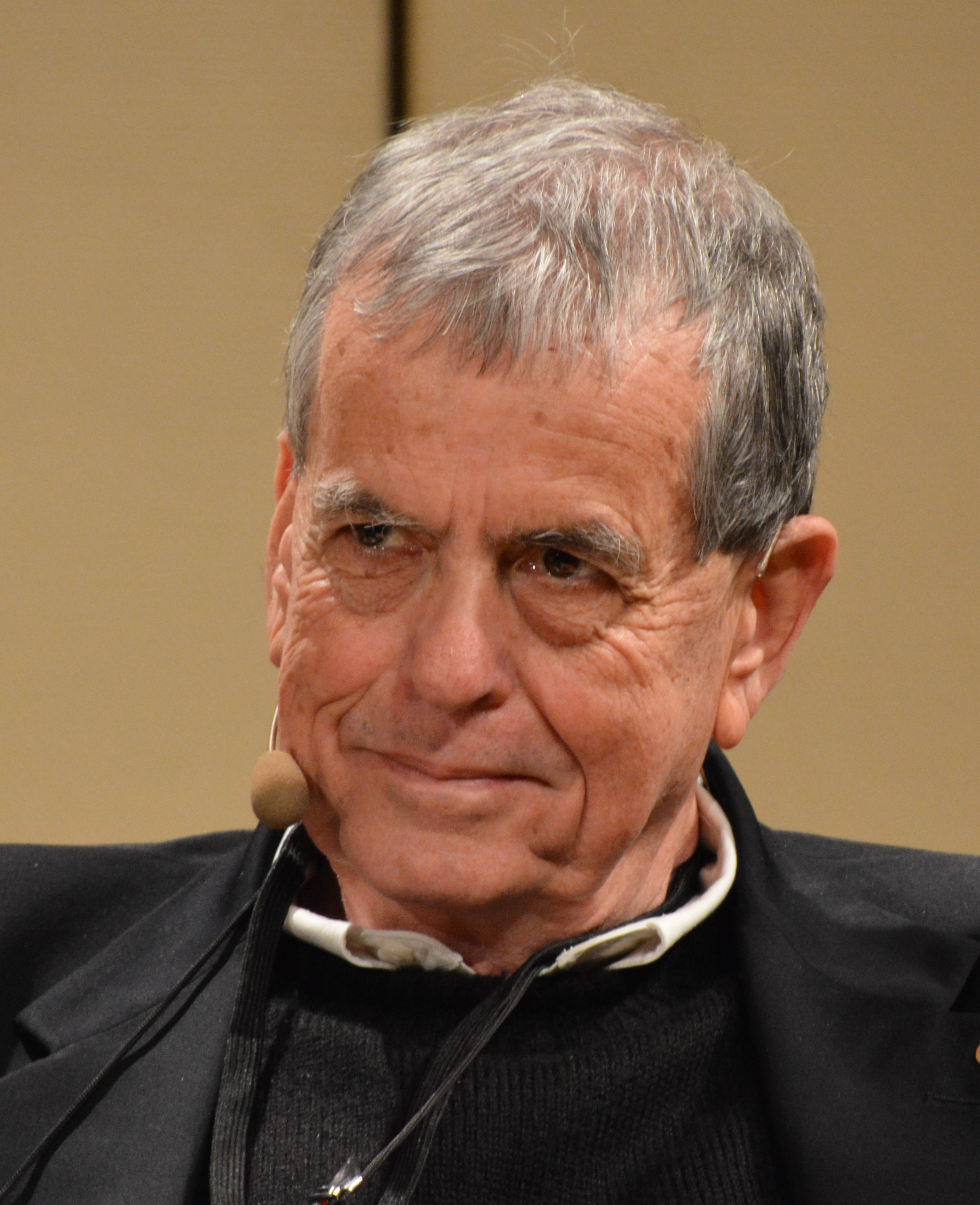
Aaron Ciechanover

Aaron Ciechanover, född 1 oktober 1947 i Haifa, är en israelisk biokemist, som är verksam vid den tekniska högskolan Technion i Haifa.
Ciechanover mottog, tillsammans med Avram Hershko och Irwin Rose, 2004 års Nobelpris i kemi
för upptäckten av ubiquitinmedierad proteinnedbrytning.
Aaron Ciechanover, Hershko och Rose har upptäckt och utforskat mekanismerna som styr nedbrytningen av oönskade proteiner i cellerna. Nedbrytningen sker inte urskillningslöst utan genom en i detalj styrd process, där just de proteiner som ska brytas ned i ett visst ögonblick förses med en molekylär etikett i form av en molekyl kallad ubiquitin. Proteinerna transporteras sedan till proteasomerna i cellen där de hackas sönder i småbitar och förstörs.
År 2000 tilldelades han Albert Lasker Basic Medical Research Award.